# Aguiar (família)

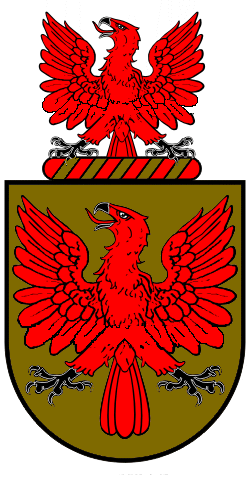
Brasão de Armas da Família Aguiar

Aguiar é um apelido de família da onomástica da língua portuguesa. Sua origem é toponímica, que - por sua vez - deriva do nome de uma ave, a águia. Desta família saiu a dos Aguilares, muito qualificada na Espanha.

## História
Os Aguiares descendem da ilustre e antiga família Guedeão (Guedes), e tomou apelido do senhorio d'Aguiar (Aguiar de Sousa), na província de Trás-os-Montes. O primeiro a usá-lo foi D. Mem Pires de Aguiar (ou Mendes Peres d'Aguiar), senhor da Torre do Castelo de Aguiar de Sousa,  nascido ca.1000, filho de D. Pero Oeriz Guedeão, nascido ca.970 e D. Teresa Aires de Ambia. Ele casou com D. Maior Garcia de Portocarreiro e viveram no tempo de D. Afonso Henriques, Rei de Portugal e deles descendem os que assim se chamaram. Desta família saiu a dos Aquilares muito qualificada em Espanha.
Tanto no continente como nas ilhas teve larga expansão, mantendo sempre honrada nobreza, que procurou consolidar com acções dignas.
D. João Ribeiro Gaio, Bispo de Malaca cantou os Aguiares na seguinte trova:
'd'Aguiar foram senhores,
Verdadeiros e leais,
De antigos antecessores,
Mas não tiveram mais,
Por pertencer a Aguiares'
Manuel de Sousa da Silva, insigne linhagista a seu respeito escreveu esta quintilha:
'desse Don Guedes antigo,
Tem os de nome honrado,
de Aguiar sublimado,
Por terem o seu abrigo,
nesta terra assim chamada'

## Armas
Armas: De ouro com uma águia estendida de vermelho armada e membrada de negro. Elmo de prata, sem grades posto a 3/4 guarnecido de ouro e predarias, forrado de azul. Correias de azul, guarnecidas de ouro. Virol e paquife ouro e vermelho.